# Llano del Medio
Llano del Medio es un lugar designado por el censo ubicado en el condado de Guadalupe en el estado estadounidense de Nuevo México. En el Censo de 2010 tenía una población de 118 habitantes y una densidad poblacional de 23,89 personas por km².

## Geografía
Llano del Medio se encuentra ubicado en las coordenadas 35°11′17″N 105°6′59″O / 35.18806, -105.11639. Según la Oficina del Censo de los Estados Unidos, Llano del Medio tiene una superficie total de 4.94 km², de la cual 4.94 km² corresponden a tierra firme y (0%) 0 km² es agua.

## Demografía
Según el censo de 2010, había 118 personas residiendo en Llano del Medio. La densidad de población era de 23,89 hab./km². De los 118 habitantes, Llano del Medio estaba compuesto por el 61.86% blancos, el 0.85% eran afroamericanos, el 5.08% eran amerindios, el 0% eran asiáticos, el 0% eran isleños del Pacífico, el 32.2% eran de otras razas y el 0% pertenecían a dos o más razas. Del total de la población el 94.07% eran hispanos o latinos de cualquier raza.